# Neobathiea
Neobathiea là một chi thực vật có hoa trong họ Lan.

## Danh sách loài
- Neobathiea grandidierana (Rchb.f.) Garay
- Neobathiea hirtula H.Perrier
- Neobathiea keraudrenae Toill.-Gen. & Bosser
- Neobathiea perrieri (Schltr.) Schltr.
- Neobathiea spatulata H.Perrier